# Palazzo Cendon

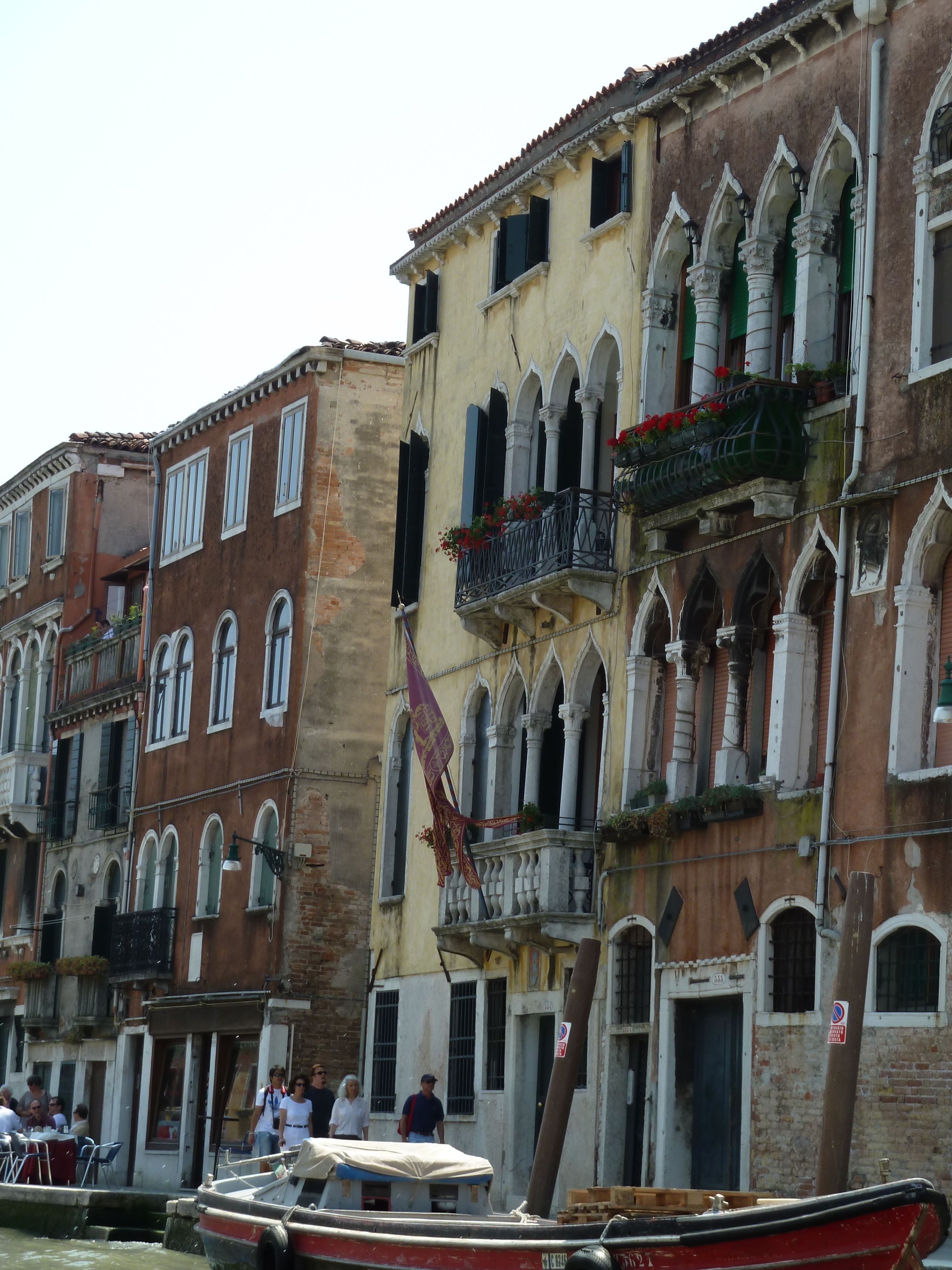
Palazzetto Cendon

Palazzo Cendon ist ein Palast in Venedig in der italienischen Region Venetien. Er liegt im Sestiere Cannaregio an der Fondamenta Savorgnan, etwa 60 Meter östlich der Einmündung des Rio della Crea.

## Geschichte
Die Cendons, eine reiche, aber nicht adelige Kaufmannsfamilie, ließ den kleinen Palast ursprünglich im 15. Jahrhundert errichten. Wie die Adligen machten sich auch die angestammten Bürger Venedigs Wappen und Wappenschilder zu eigen, die auf einen alten oder römischen Ursprung der Familie hinwiesen; im Falle der Cendons war dies ein Streifen, verziert mit drei Sternen. Im unteren Teil des Wappens, das sich an der Fassade findet, kann man folgende Inschrift lessen: Centonia Fam. Nob. Olim. Rom. Parm. Q. Ex Qua Pata Et Vene. Civil. MCCCCXXXVII. Laut dieser Inschrift blühte die Familie Cendon oder Centon zuerst in Rom und Parma, zog dann nach Padua um und schließlich, 1437, nach Venedig.
Das ursprüngliche Haus wurde 1501 so erweitert, dass einige Leute es als kleinen Palast ansahen. Heute ist es ein Hotel.